# Jimmy McPartland
Pour les articles homonymes, voir McPartland.
Jimmy McPartland est un trompettiste américain né le 15 mars 1907 et décédé en 1991. Il était le mari de Marian McPartland. Il fut un des pionniers du Chicago Jazz.

## Biographie

### Jeunesse
Il aurait apparemment été partiellement élevé dans un orphelinat. Il en fut exclu pour s'être bagarré. Il eut d'ailleurs des problèmes avec la justice. Selon ses propres mots, s'il n'y avait pas eu la musique, il serait devenu un truand. Heureusement, il avait commencé le violon à cinq ans et se mit au cornet à pistons.
Il fut membre du légendaire Austin High Gang, s'entrainant à reproduire ce qu'ils pouvaient entendre des maitres de l'époque. Leur première performance se fit sous le nom de The Blue Friars.

### Carrière
En 1924, alors âgé de 17 ans, il fut appelé pour prendre la place de Bix Beiderbecke dans le Wolverine Orchestra. Bix, après l'audition, lui dit « J't'aime bien gamin. Tu joues comme moi, mais tu me copies pas ». Ils devinrent amis.
De 1926 à 1927, il travailla avec Art Kassel. En 1927, il s'associa au groupe de Ben Pollack dans lequel il fut un des solistes avec Glenn Miller et Benny Goodman notamment.
En 1930, il revint à Chicago et forma avec son frère Dick, The Embassy Four. De 1931 à 1935, travailla successivement avec Russ Colombo et Harry Reser. C'est à cette période qu'il se marie avec la chanteuse Dorothy Williams. Ils eurent une fille, Dorothy. Il divorcèrent très vite.
De 1936 à 1941, il mena son propre groupe puis s'associa à Jack Teagarden. En 1942, il fut envoyé au combat de la Seconde Guerre mondiale.
Après avoir débarqué en Normandie, il rencontra sa future épouse, Marian McPartland (née Turner) en Belgique. Ils se marièrent à Aix-la-Chapelle en Allemagne et retournèrent à Chicago.
Du fait de son caractère extraverti, il s'essaya au jeu d'acteur. En 1961, il apparut sur un DuPont Show of the Month aux côtés d'autres jazzmen.
Durant les années 1970, il joua dans différents festivals aux États-Unis et ailleurs. Lui et sa femme, Marian, divorcèrent en 1970. Cependant ils restèrent amis et continuèrent à jouer ensemble. Ils se remarièrent quelques semaines avant la mort de Jimmy.
Jimmy McPartland est mort à New York d'un cancer du poumon le 13 mars 1991.

## Discographie

### Comme leader
- After Hours (Grand Award, 1956)
- Dixieland Now and Then (Jazztone, 1956)
- The Middle Road (Jazztone, 1956)
- The Music Man Goes Dixieland (Epic, 1958)
- Play TV Themes avec Marian McPartland (Design, 1960)
- That Happy Dixieland Jazz (RCA, 1960)
- Meet Me in Chicago avec Art Hodes (Mercury, 1960)
- Dixieland! (Harmony, 1968)
- The McPartlands Live at the Monticello avec Marian McPartland (Halcyon, 1972)
- Swingin (Halcyon, 1973)
- Wanted! (Improv, 1977)
- Tony Bennett/The McPartlands and Friends Make Magnificent Music (Improv, 1977)
- One Night Stand (Jazzology, 1986)
- On Stage (Jazzology, 2001)
- Jazzmeeting in Holland avec Bud Freeman, Ted Easton (Circle, 2003)
- Chicagoans Live in Concert (Jazzology, 2006)

### Comme sideman
- Bix Beiderbecke, Bix Beiderbecke and the Chicago Cornets (Milestone, 1992)
- Ben Pollack, Futuristic Rhythm (Halcyon, 1988)
- George Wein, The Magic Horn (RCA Victor, 1956)
- Jack Teagarden, King of the Blues Trombone (Epic, 1963)